# 飛騨農業協同組合
飛騨農業協同組合（ひだのうぎょうきょうどうくみあい）は、岐阜県高山市に本店を置く農業協同組合。
岐阜県飛騨地方（高山市、飛騨市、下呂市、白川村）の3市1村を管轄する。略称はJAひだ。
1995年（平成7年）、当時の高山市、大野郡、吉城郡の15市町村を管轄していた6つの農業組合が合併して結成された。

## 概要
- 本部所在地：岐阜県高山市冬頭町1番地1[1]
- 代表者：志田浩一（代表理事組合長）[1]
- 組合員数：15,088人（正組合員13,812人、准組合員22,755人）
- 店舗（2021年4月1日現在）[2]
  - 本店：1
  - 支店：31
  - 営農関連施設：32
  - 購買事業施設：36
  - その他：9

## 沿革
- 1995年（平成7年）4月 - 高山市、大野郡（丹生川村・清見村・荘川村・宮村・久々野町・朝日村・高根村、白川村）、吉城郡（古川町・神岡町・国府町・上宝村・河合村・宮川村）の15市町村を管轄していた6つの農業組合が合併して結成[1]。
- 2001年（平成13年）9月 - 益田郡（下呂町・萩原町・金山町・小坂町・馬瀬村）の3町1村を管轄していた4つの農業協同組合と合併[1]。
- 2025年（令和7年）2月28日 - 管内で営業を行なう「Aコープ」10店舗（下呂市5店舗、高山市4店舗、飛騨市1店舗）を閉店[3]。白川村で営業を行なう1店舗は引き続き同農協が運営。閉店する店舗のうち、下呂市の金山、小坂の2店をマツオカ（スーパー）、高山市の奥ひだを柏木商店（食品卸売）、高山市の本郷を前田本店（スーパー）がそれぞれ事業を継承し、店舗は同農協の賃貸し形態となり3月中旬から5月上旬に再オープン予定。

## 主な取扱品目
◎印は飛騨・美濃伝統野菜に認定されている野菜
- 農畜産物[5]
  - 畜産：飛騨牛
  - 穀物：米
  - 野菜：ホウレンソウ、トマト、飛騨やまっこ、飛騨一本太ねぎ◎、キャベツ、ダイコン、あきしまささげ◎、ナス、キュウリ、飛騨なめこ、宿儺かぼちゃ、高原山椒◎、ミョウガ
  - 果樹：モモ、リンゴ、ナシ、メロン
  - 花き：トルコギキョウ、バラ、キク、マム（キクの一種）